# Grevskapet Luxemburg
Grevskapet Luxemburg var ett grevskap i Västeuropa under Medeltiden. Luxemburg ingick, efter att de germanska stammarnas invasion, i Frankerriket, och senare i Mellanfranken. Luxemburgs stads historia började med slottet, som byggdes 963 av Siegfried av Luxembourg från huset Ardennes-Verdun, vars bröder blev hertigar av Lorraine. Runt 1060 hade fästningen växt, och blivit ett grevskap. Huset Luxemburg, ursprungligen en sekundogenitur från Hertigdömet Limburg, blev en viktig politisk makt under 1300-talet, och tävlade med Huset Habsburg om makten i Centraleuropa.
Den första kända referensen till området gjordes av Julius Caesar i De Bello Gallico. och området ingick ursprungligen i Germania Inferior.

### Fotnoter
1. ↑  ”Francia Media: Lorraine & Burgundy”. Friesian.com. 6 augusti 1914. http://www.friesian.com/lorraine.htm#luxemold. Läst 8 juni 2014.
2. ↑  ”Luxembourg”. Catholic Encyclopaedia. 1913. http://www.newadvent.org/cathen/09465a.htm. Läst 8 juni 2014.